# Kenneth Keating
Kenneth Barnard Keating (Lima, 18 maggio 1900 – New York, 5 maggio 1975) è stato un politico, avvocato, giudice, diplomatico e generale statunitense.

## Biografia
Nato nella città di Lima, nello Stato di New York, da Thomas Mosgrove Keating e Louise Keating, nata Barnard, è stato educato dalla madre fino all'età di sette anni, quando iniziò a frequentare la scuola pubblica. Terminò la scuola superiore all'età di 13 anni, entrando nel Genesee Wesleyan Seminary.
Si laureò presso l'Università di Rochester nel 1919 e insegnò per un anno latino e greco alla East High School di Rochester. In seguito entrò nella Harvard Law School, laureandosi e venendo ammesso alla sbarra nel 1923.

### Carriera militare
Durante la prima guerra mondiale servì nel Reserve Officers' Training Corps, raggiungendo il grado di sergente.
Arruolatosi nuovamente nell'esercito statunitense nell'aprile 1942, fu promosso al grado di maggiore e si occupò principalmente delle assegnazioni riguardanti le divisioni internazionali delle forze armate. Nell'ottobre 1942 fu promosso al grado di tenente colonnello.
Nel 1943 fu assegnato al teatro di Cina-Birmania-India come capo dell'ufficio responsabile del Lend-Lease, portato avanti dagli Stati Uniti con gli altri paesi Alleati, sotto il comando di Lord Louis Mountbatten. Nel febbraio 1944 fu promosso al grado di colonnello e il luglio fu inviato nel teatro d'operazione CBI per un'ispezione assieme al comandante, generale Albert Coady Wedemeyer. Entrò poi nello stato maggiore del tenente generale Raymond Albert Wheeler, vice di Mountbatten. Fu inviato nel novembre 1945 a Londra per aggiornare il Parlamento britannico sull'andamento della situazione generale in India nell'immediato dopoguerra. Keating rimase nello United States Army Reserve, ricevendo il grado di brigadier generale nel 1948. Fu congedato nel 1963.
Per il suo servizio durante la seconda guerra mondiale fu decorato con la Legione al merito, la Foglia di quercia e l'Ordine dell'Impero Britannico.

### Carriera politica

#### Camera dei rappresentanti (1947-1959)
Di stampo repubblicano, Keating partecipò come membro della delegazione newyorchese ad ogni convention nazionale del partito dal 1940 al 1964 (fatta eccezione per il 1944). Dopo la seconda guerra mondiale fu eletto alla Camera dei rappresentanti a New York nelle elezioni del 1946 e fu rieletto altre cinque volte servendo dal 3 gennaio 1947 fino al 3 gennaio 1959.
Durante i suoi mandati fu un sostenitore della dottrina Truman, prendendo posizione contro il riconoscimento della costituenda Cina comunista, del piano Marshall e di un'iniziale bozza di legge sui diritti civili. Adottò inoltre una posizione conservativa sulla lotta alla criminalità organizzata, supportando una maggiore libertà del FBI in merito. Come membro della Commissione giudiziaria della Camera, si adoperò per far passare il Civil Rights Act del 1957.

#### Senato (1959-1965)
Alle elezioni del 1958 Keating fu candidato dal Partito Repubblicano nello Stato di New York, vincendo il seggio senatoriale dello Stato e battendo il candidato democratico Frank Hogan. Durante il suo mandato continuò ad occuparsi di giustizia come membro dell'apposita commissione del Senato. Nel 1960 introdusse il 23° emendamento alla Costituzione, che permise agli abitanti del Distretto di Columbia di votare alle elezioni presidenziali.
Tentò la rielezione nel 1964, venendo però sconfitto dal candidato democratico Robert Kennedy. Keating aveva accusato Kennedy di essere un carpetbagger, in riferimento al suo repentino trasferimento nello Stato di New York poco prima di annunciare la sua candidatura, tuttavia ciò non fu sufficiente per sconfiggerlo.

### Carriera giudiziaria
Nel 1965 fu eletto come membro della corte d'appello dello Stato di New York per un mandato di 14 anni, terminato prematuramente nel 1969 a causa del raggiungimento del limite d'età imposto ai giudici. Conscio di quello che sarebbe stato un breve mandato, Keating si adoperò a "lasciare un segno", scrivendo oltre 100 sentenze.

### Carriera diplomatica
Probabilmente in virtù del suo servizio militare durante la seconda guerra mondiale, nel 1969 fu nominato ambasciatore degli Stati Uniti d'America in India. Gran parte del suo mandato fu visto positivamente da entrambi gli Stati, tuttavia durante la presidenza Nixon gli Stati Uniti supportarono tacitamente il Pakistan durante la guerra di liberazione bengalese, che si concluse con la vittoria indiana e la costituzione del Bangladesh. Come risultato della guerra, gli Stati Uniti interruppero l'invio di aiuti economici all'India, che dal canto suo chiuse cinque centri culturali statunitensi.
Keating rimase in India fino al 1972, anno in cui tornò in patria per sostenere la campagna elettorale di Richard Nixon per le presidenziali del 1972, che videro la vittoria netta del Partito Repubblicano.
Nell'agosto 1973 fu nominato invece ambasciatore degli Stati Uniti d'America in Israele, risiedendo nella città di Tel Aviv. Diversi membri del governo israeliano comunque non erano soddisfatti del suo lavoro e pertanto incarti sui rapporti da inviare al Dipartimento di Stato. Capitò infatti che secondo il governo israeliano, Keating avesse male informato il Segretario di Stato Henry Kissinger sull'effetto di un eventuale supporto statunitense all'occupazione del Sinai da parte dell'Egitto.

### Morte e sepoltura

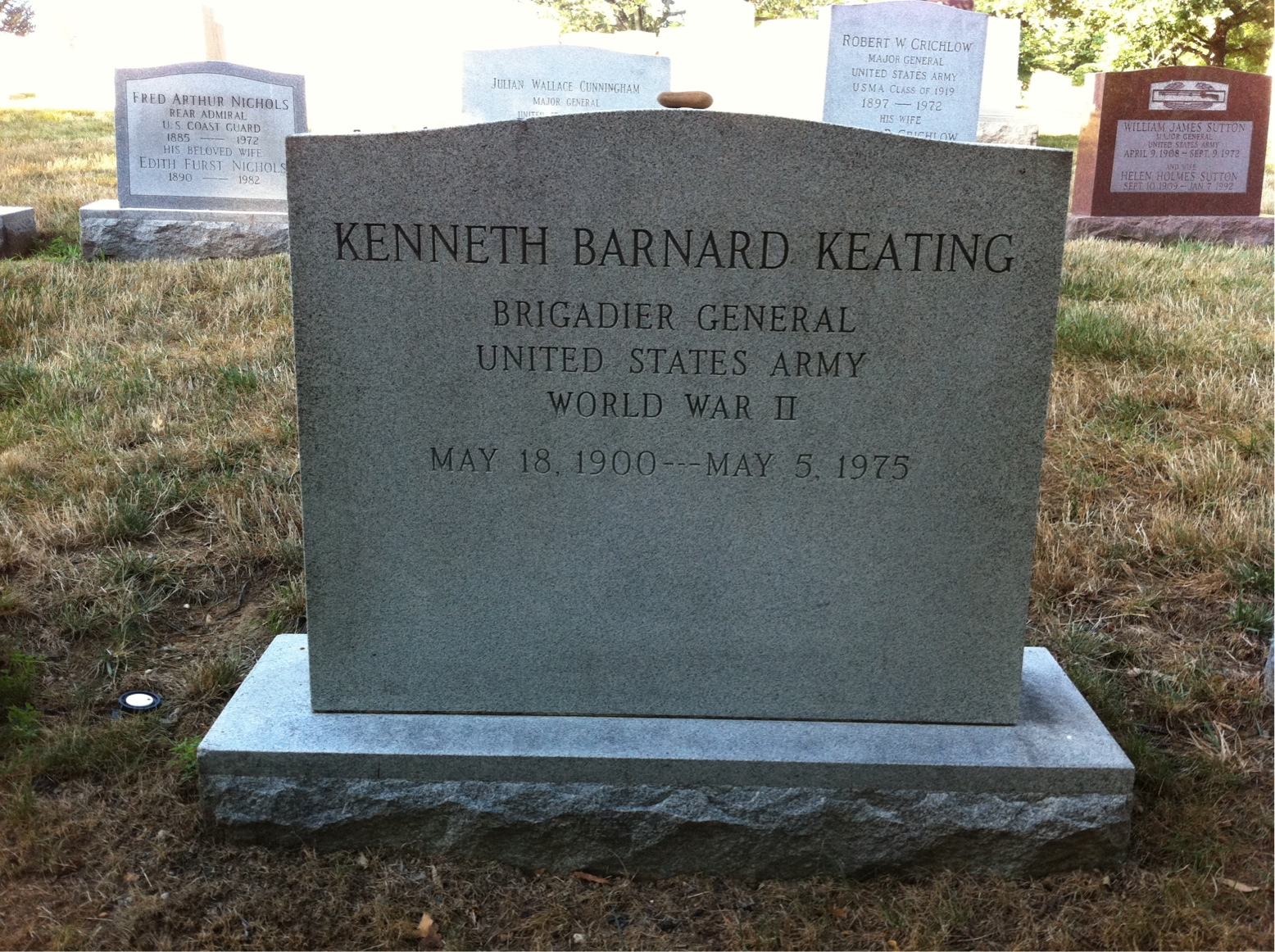
La lapide di Kenneth Keating nel cimitero nazionale di Arlington

Keating subì un attacco di cuore il 17 aprile 1975 a New York, venendo trasportato presso il New York-Presbyterian Hospital dove morì il successivo 5 maggio. I funerali si tennero presso la Chiesa episcopale di San Giovanni a Washington e la salma fu sepolta presso il cimitero nazionale di Arlington.